# Michael Bajus
Michael Bajus, född 1513 i Ath, Belgien, död 16 december 1589 i Leuven, var en belgisk katolsk teolog. Bajus var professor i filosofi vid universitetet i Louvain. Senare blev han professor i exegetik.
Bajus publicerade flera skrifter om synd, nåd och rättfärdiggörelse. Han framförde en radikal augustinsk uppfattning om arvsynden och nåden, och anses därför som en föregångare till jansenismen. Några av Bajus satser avvisades 1560, och jesuiterna och franciskanerna kom att bli hans främsta motståndare, eftersom hans stränga arvsyndslära t.o.m. ifrågasatte Jungfru Marie obefläckade avlelse. Påve Pius V utfärdade 1567 bullan Ex omnibus afflictionibus, vilken fördömer sjuttionio av Bajus satser.
Bajus sökte aktualisera några grundläggande tankar hos Augustinus, bland annat att människan är helt fördärvad av arvsynden och att hon är oförmögen till det goda, men att det existerar en gratia irresistibilis, d.v.s. en oemotståndligt verkande nåd.